# Ann Tiberg
Ann Cecilia Tiberg, född 6 januari 1965 i Sollentuna, är en svensk journalist.
Ann Tiberg har bevakat politik sedan 1990-talet och har varit utrikeskorrespondent i London och Milano. Hon har varit chef för TV4:s Nyhetsmorgon. 2008 började hon att arbeta som politisk kommentator på kanalen och 2017 blev hon TV4:s utrikeskorrespondent i USA.
2009 nominerades Tiberg till Guldspaden för ett reportage på Kalla fakta.